# La leyenda de Chima (serie)
Lego: La leyenda de Chima es una serie animada que está basada en el producto de Lego del mismo nombre en la cual fue exhibida en los Estados Unidos el día 16 de enero en un especial dividido en dos partes. La serie fue coproducida por productoras de la India, Tailandia, Dinamarca y Canadá, además del estudio japonés Dax Production, en Latinoamérica se transmitió en un especial de 1 hora de duración, el 15 de marzo del 2013.

## Sinopsis
La historia transcurre en la isla mística de Chima, donde Laval, el león; y Cragger, el cocodrilo, son los mejores amigos. Una inocente aventura termina ocasionando el contacto de Cragger con una chalupa, una poderosa fuente de energía importante para el equilibrio de Chima.

## Primera temporada
Chima es una tierra mágica gobernada por tribus de animales altamente avanzadas. Estas criaturas caminan y hablan como seres humanos. Conducen los vehículos, el uso de maquinaria, y viven en castillos y fortalezas increíbles. Pero no nos equivoquemos al respecto: se tratan de animales con garras, colmillos, colas, y a veces las alas. Y ahora ellos están comprometidos en un conflicto a gran escala. Una vez que una virgen, un paraíso natural, la tierra de Chima se ha convertido en un campo de batalla para las tribus de animales. Los mejores amigos son ahora peores enemigos. Con armamento en los templos una vez-sagrados, vehículos animalísticos corren furiosamente el uno al otro en las justas en la selva. Los animales luchan por el control de un recurso natural llamado Chi, un poder que es a la vez una fuente de vida y tiene el potencial de destrucción. Solo unos pocos valientes héroes en Chima entienden la verdadera naturaleza del Chi y su importancia. Sus historias, y las historias de aquellos que tratan de conquistar el Chi, se conocen como "Las leyendas de Chima."

## Segunda temporada
Con el Monte Cavora y el Chi en peligro, los mejores guerreros de las ocho tribus principales de Chima tienen que unir sus fuerzas en una misión en las Tierras Exteriores para rescatar a las bestias legendarias que han sido capturadas por las tribus oscuras (que se componen de murciélagos , escorpiones y arañas ) . Las Bestias Legendarias son la única esperanza de salvar el Monte Cavorà y su Chi.

## Tercera temporada
Ya han pasado varios meses desde la derrota de las tribus oscuras y Chima está en paz una vez más. Pero Sir Fangar y el Clan de hielo están a punto de traer la Edad de Hielo en Chima. Laval y sus amigos deben encontrar a las legendarias Tribus de Fuego y desbloquear el nuevo poder CHI de fuego y detener al Clan de hielo convierta a toda Chima en un páramo helado.

## Tribu León
Residen en el Templo León(llamada también la "Ciudad León" en la mayoría de los episodios) que se encuentra en la base del Monte Cavorà donde cosechan y también distribuiyen el Chi a todas las tribus de animales. Los Leones se los ve a menudo como nobles y desinteresados, a menudo tratando de resolver los conflictos pacíficamente. El gobierno de la tribu León se compone de una monarquía y el Consejo de Ancianos. La tribu león posee vehículos, edificios y monumentos que son a menudo de un color naranja-amarillo con crines marrones y acentos marrones.
- Laval: es el Príncipe de la Tribu León y el protagonista principal de la serie. A medida que la serie avanza, se demuestra que él se demuestra que él es más sabio. Es valiente, aventurero, testarudo y a menudo se mete en problemas, sobre todo porque él es responsable de la existencia de las tribus oscuras. Durante la guerra civil, él y Eris fueron los responsables de frustrar la mayoría de los planes de Crooler cuando ella estaba manipulando a Cragger. Vivió en el exilio durante menos de un día, pero regresó para ayudar a su padre. Fue quien dio a SCORM la orbe de CHI que despierto accidentalmente a Sir Fangar, por lo que el propio Laval es responsable.

- Lagravis: Es el Rey de la tribu león, es el padre de Laval, y el hermano de Lavertus. Él es estricto y mira hacia abajo el comportamiento infantil de su hijo, sin embargo, conforme la serie avanza, cada vez más ve a su hijo como alguien inspirador.

- Longtooth: es un viejo guerrero de la Tribu León con cicatrices y rasguños. Se lo observa principalmente asesorando a Lagravis o protegiendo el templo en lugar de salir al campo de batalla en el que preferiría estar.

- Leonidas: es uno de los guardias del templo león. usualmente se lo ve con Longtooth.

- Lennox: es un valiente soldado y guerrero de la tribu león. el solo aparece en las mini-películas.

## Reparto
| Personaje                | Actor de voz original  | Actor de doblaje       | Temporadas             |
| Personajes principales   | Personajes principales | Personajes principales | Personajes principales |
| ------------------------ | ---------------------- | ---------------------- | ---------------------- |
| Laval                    | Scott Shantz           | Eduardo Garza          | 1ª-3ª                  |
| Cragger                  | David Attar            | Héctor Gómez           | 1ª-3ª                  |
| Eris                     | Bethany Brown          | Susana Moreno          | 1ª-3ª                  |
| Worriz                   | Scott Shantz           | Irwin Daayán           | 1ª-3ª                  |
| Gorzan                   | Michael Patric         | Sin identificar        | 1ª-3ª                  |
| Razar                    | Jeff Evans             | Bruno Coronel          | 1ª-3ª                  |
| Rogón                    | David Attar            | Mauricio Pérez         | 1ª-3ª                  |
| Bladvic                  | Jeff Evans Todd        | Carlos Hernández       | 1ª-3ª                  |
| Tribu León               |                        |                        |                        |
| Lagravis                 | Bill Courage           | Pedro D’Aguillon Jr.   | 1ª-3ª                  |
| Lavertus / Sombra Viento | Bill Courage           | ¿Blas García?          | 1ª                     |
| Lavertus / Sombra Viento | Bill Courage           | Martín Soto            | 2ª-3ª                  |
| Longtooth                | Bill Courage           | Humberto Solórzano     | 1ª-3ª                  |
| Leonidas                 | Jeff Evans Todd        | Manuel Campuzano       | 1ª-3ª                  |
| Li'Ella                  | Meghan Kinsley         | Erica Edwarda          | 3ª                     |
| Tribu Cocodrilo          |                        |                        |                        |
| Crooler                  | Bethany Brown          | Lety Amezcua           | 1ª-3ª                  |
| Rey Crominus             | Bill Courage           | José Luis Orozco       | 1ª-3ª                  |
| Reina Crunket            | Meghan Kinsley         | Cony Madera            | 1ª-3ª                  |
| Crawley                  | Jeff Evans Todd        | Benjamín Rivera        | 1ª-3ª                  |
| Croog                    | Sin identificar        | Sin identificar        | 1ª-3ª                  |
| Tribu Águila             |                        |                        |                        |
| Edwald                   | Jeff Evans Todd        | Antonio Ortiz          | 1ª-3ª                  |
| Eglor                    | Michael Patric         | Edson Matus            | 1ª-3ª                  |
| Ewar                     | Matt Cronander         | Sin identificar        | 1ª                     |
| TrIbu Lobo               |                        |                        |                        |
| Wilhurt                  | Matt Cronander         | Alejandro Orozco       | 1ª-3ª                  |
| Winzar                   | Jeff Evans Todd        | Sin identificar        | 1ª                     |
| Wakz                     | John Nelson            | Sin identificar        | 1ª                     |
| Windra                   | Megan Kinsley          | Sin identificar        | 1ª                     |
| Wonald                   | Bethany Brown          | Emilio Treviño         | 1ª                     |
| Tribu Gorila             |                        |                        |                        |
| G’Loona                  | Megan Kinsley          | Carla Castañeda        | 1ª-3ª                  |
| Grumlo                   | Jesse Inocalla         | Sin identificar        | 1ª                     |
| Tribu Cuervo             |                        |                        |                        |
| Rawzom                   | John Nelson            | Eleazar Muñoz          | 1ª-3ª                  |
| Razcal                   | Scott Shantz           | Moisés Ivan Mora       | 1ª-3ª                  |
| Ripnik                   | David Attar            | Sin identificar        | 1ª                     |
| Tribu Rinoceronte        |                        |                        |                        |
| Rinona                   | Racquel Belmonte       | Alondra Hidalgo        | 2ª                     |
| Rinona                   | Racquel Belmonte       | Sin identificar        | 3ª                     |
| Rukus                    | John Nelson            | Sin identificar        | 1ª-3ª                  |
| Runk                     | Jesse Inocalla         | Sin identificar        | 1ª-3ª                  |
| Tribu Oso                |                        |                        |                        |
| Balkar                   | John Nelson            | Sin identificar        | 1ª                     |
| Tribu Escorpión          |                        |                        |                        |
| Scorm                    | Jesse Inocalla         | Humberto Vélez         | 2ª-3ª                  |
| Scutter                  | Jesse Inocalla         | Sin identificar        | 2ª-3ª                  |
| Scrug                    | Bill Courage           | Herman López           | 2ª-3ª                  |
| Scolder                  | Scott Shantz           | Sin identificar        | 2ª                     |
| Tribu Araña              |                        |                        |                        |
| Reina Spinlyn            | Cassandra Ford         | Sin identificar        | 2ª-3ª                  |
| Sparratus                | Scott Shantz           | Irwin Daayán           | 2ª                     |
| Sparacon                 | Jesse Inocalla         | Sin identificar        | 2ª                     |